# Segnaletica orizzontale
La segnaletica orizzontale è composta da tutte le strisce e le scritte che si possono incontrare sulla pavimentazione stradale con funzione di prescrizione o di indicazione al fine di regolamentare la circolazione di veicoli e persone.

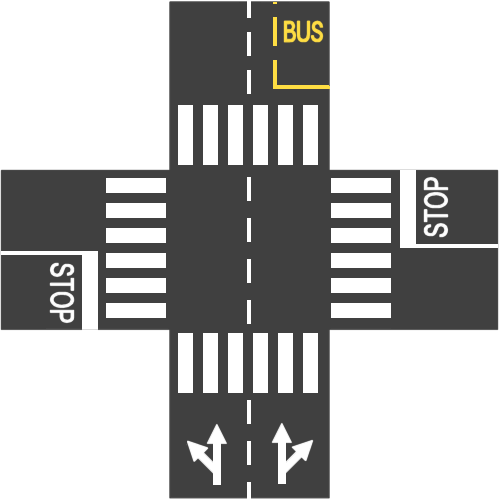
Esempio di incrocio con segnaletica orizzontale.

I primi studi effettuati all'inizio del XIX secolo avevano suggerito di utilizzare le strisce colorate quale mezzo principale di avviso agli utenti stradali, adducendo il principio che il guidatore di un autoveicolo, intento a valutare il percorso e gli eventuali pericoli davanti a sé, l'avrebbe notato maggiormente di un cartello sul lato della carreggiata.
La segnaletica orizzontale più evidente è quella dell'attraversamento pedonale, talvolta inserita in una banda trasversale rossa o blu per renderla ancor più visibile. In realtà il colore di contrasto più evidente con il bianco è il colore nero.
Il colore normalmente usato per le indicazioni è variabile a seconda della nazione in cui ci si trova, anche se per la maggior parte viene utilizzato il bianco oppure il giallo (in quanto maggiormente visibili), lasciando l'uso di altri colori per delimitare altri spazi secondari, come il blu nel caso degli stalli adibiti a parcheggio a pagamento.
In Italia, fino ai primi anni Novanta, e come previsto all' art.106 del decreto del presidente della Repubblica 30 giugno 1959 n. 420, tutte le strisce di margine erano gialle, distinguendosi quindi dal colore prevalentemente bianco della segnaletica orizzontale. Fu l'art. 141 del DPR 16 dicembre 1992 n. 495 a stabilire il bianco per le strisce di margine, come sono oggi.
Le linee di uso comune sono quelle al centro della carreggiata (cd. strisce di mezzerìa), che sono tratteggiate nelle zone a più corsie dove è consentito il sorpasso, continue nel caso il sorpasso sia vietato (come ovviamente in vicinanza di curve o incroci o altri punti pericolosi). 
Quando occorra mettere in maggiore evidenza la separazione tra i due sensi di marcia (per esempio nel caso di carreggiata unica con due o più corsie per senso di marcia) può essere utilizzata una striscia continua doppia ed anch'essa non può mai essere oltrepassata.
Nel caso invece di due strisce longitudinali affiancate, di cui una continua e l'altra tratteggiata, il conducente deve considerare unicamente quella più vicina alla corsia che sta percorrendo.
Il termine "segnaletica orizzontale" è stato coniato nel 1992 con il nuovo codice della strada. In precedenza si utilizzava l'espressione "segni sulla carreggiata".

## Ulteriori utilizzi della segnaletica orizzontale

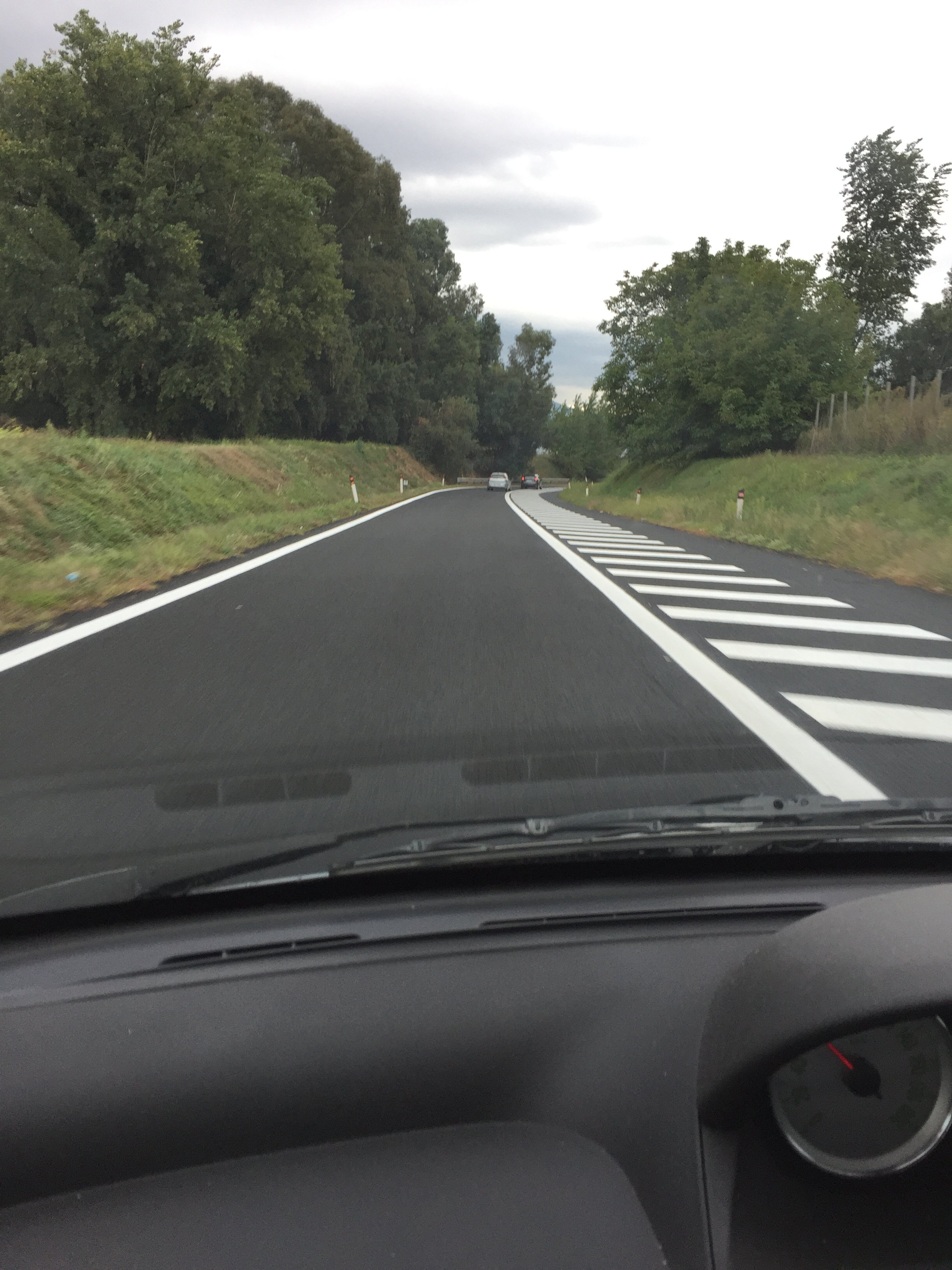
Zebratura che indica un'isola di traffico, invalicabile.

Le strisce di margine sono invece poste al lato della carreggiata e ne delimitano il limite viabile: esse sono continue in corrispondenza di banchine e corsie di emergenza e, salvo i casi di effettiva necessità, non possono essere oltrepassate (comprendono pertanto anche la prescrizione di non sostare). Sono invece discontinue (e possono essere valicate) per indicare diramazioni, corsie di variazione della velocità (cioè di accelerazione o decelerazione), piazzole di sosta ecc.
Normalmente viene usata la segnaletica orizzontale anche per le frecce direzionali, in corrispondenza di incroci, per invitare a predisporsi nella corsia riservata alla svolta verso la direzione che si vuole prendere. Un altro tipo di frecce direzionali è costituito dalle frecce di rientro, al termine di un tratto di strada in cui è consentito sorpassare, per comunicare che bisogna ritornare nella corsia del proprio senso di marcia. 
La segnaletica orizzontale è di aiuto anche per guidare i conducenti nella scelta della loro traiettoria, soprattutto in caso di nebbia e di scarsa visibilità: per esempio nel caso in cui vari la larghezza della carreggiata (come accade quando vi è una riduzione nel numero delle corsie disponibili) possono essere utilizzate le strisce di raccordo, oblique e continue: se lo spazio tra due strisce di raccordo è evidenziato mediante zebratura si è in presenza di un'isola di traffico sulla quale è vietato transitare. Analoga funzione alle strisce di raccordo hanno le strisce di guida nelle intersezioni ma in questo caso esse sono curve e discontinue: percorrendo un incrocio in cui siano tracciate queste strisce, lasciandole immediatamente alla sinistra del proprio veicolo, si evita di imboccare contromano la strada di destinazione nel caso di svolta a sinistra.

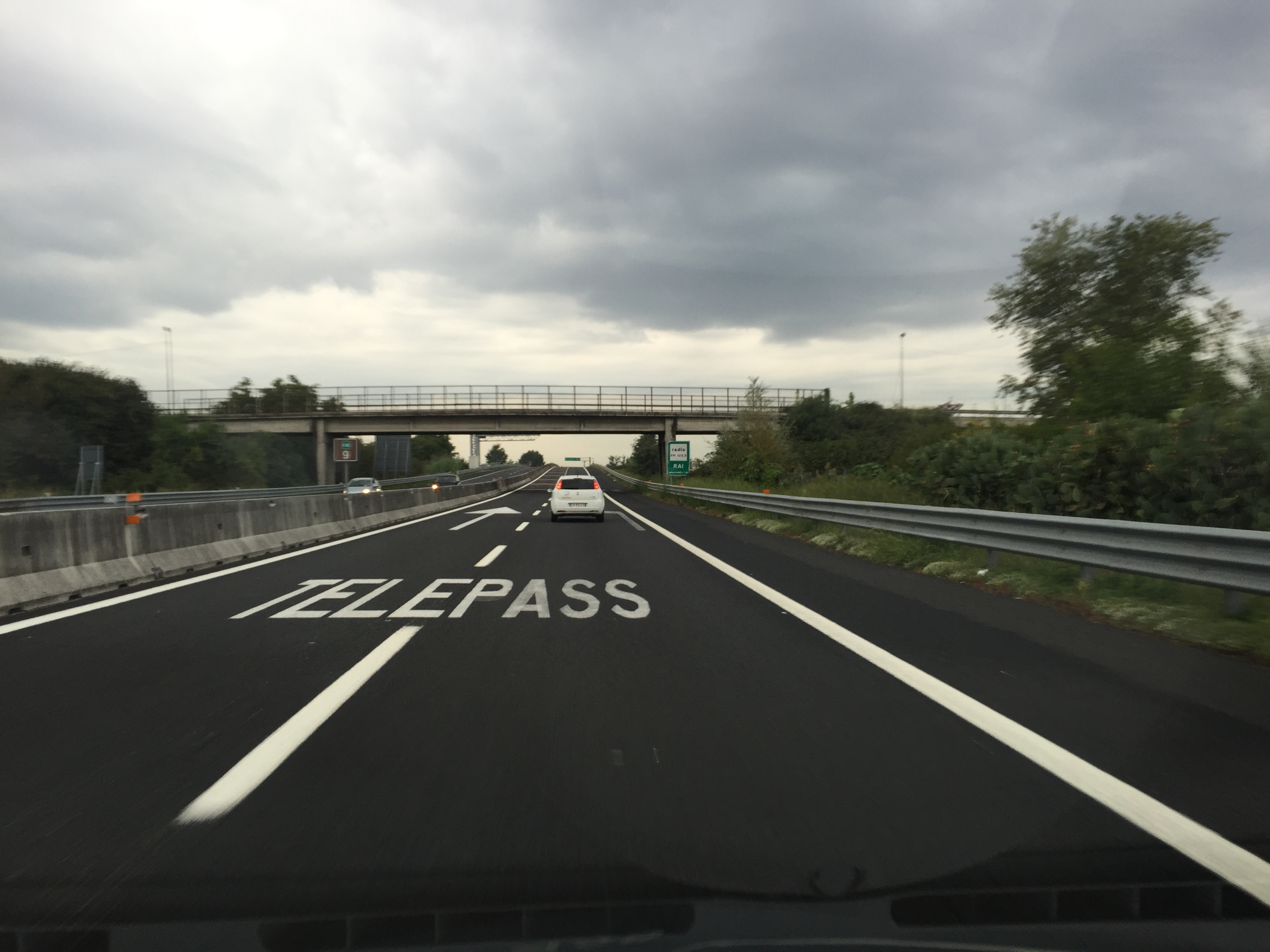
Segnaletica orizzontale in autostrada, in prossimità di una barriera per il pagamento del pedaggio, indicante la corsia riservata ai clienti Telepass

Altrettanto, viene sempre indicata con scritte e simboli la presenza dello STOP, la prescrizione di dare precedenza (quest'ultima mediante triangolini dipinti a raso) o l'avvicinarsi di un passaggio a livello oppure la presenza di un attraversamento ciclabile.
Sempre più frequenti informazioni scritte direttamente sull'asfalto, come l'indicazione per la corsia Telepass al pagamento del pedaggio, o tanti altri tipi di informazioni.
La segnaletica orizzontale viene utilizzata anche per contrassegnare i percorsi interni agli impianti di produzione e ai magazzini per aumentare la sicurezza sul lavoro.

## Rapporto con gli altri tipi di segnaletica
La segnaletica orizzontale è subordinata alle restanti forme di segnaletica (verticale, luminosa e manuale degli agenti del traffico), secondo l'art. 38, comma 2, del codice della strada italiano, il quale prevede che "le prescrizioni dei segnali verticali prevalgono su quelle dei segnali orizzontali".
La corte di cassazione ha ribadito in più occasioni la prevalenza della segnaletica verticale su quella orizzontale, precisando che in materia di sanzioni amministrative per violazione del Codice della strada, se esista sul luogo la segnalazione verticale di divieto, sia irrilevante la scarsa visibilità di quella orizzontale.